# Булдожер (музичка група)
Булдожер је словеначка прогресивна рок група из Љубљане која је била активна од настанка 1975. до 1990-их, да би тада престали са радом иако се нису званично распали, а од 2006. група је поново активна. Група је већину својих песама отпевала на српскохрватском језику.

## Историја
Група је настала 1975. у Љубљани, када се певач и композитор Марко Брецељ придружио групи "Седам светлосних година" (слов. Sedem svetlobnih let), коју је водио певач Борис Беле. Уз њих двојицу оригалну поставу групе су чинили: Борут Чинч (клавијатуре, вокал), Андреј Вебле (бас-гитара), Урош Ловшин (соло гитара) и Стефан Јеж (бубњеви) Након запаженог наступа на загребачком BOOM фестивалу, добили су понуду Југотона, али су они то одбили и потписали уговор са београдским ПГП РТБ-ом и снимили свој први студијски албум, „Пљуни истини у очи“. Цео први тираж је продат, али је ПГП РТБ одбио да плочу доштампа, јер је његов садржај сматрао непримереним и контроверзним.
И други њихов албум „Забрањено плакатирати“, првобитно је требало да изда ПГП РТБ у новембру 1976, али након дугих консултација и сугестија да се измени по њиховом мишљењу непримерен текст, на крају ПГП РТБ није ни издао албум. Тек годину дана касније снимљени материјал откупила је љубљанска дискографска кућа Хелидон и објавила албум новембра 1977. Њихов трећи албум „Живи били па видјели“ био је музика за истоимени филм из 1979. редитеља Бруне Гамулина и Миливоја Пухловског. За ту музику су Булдожери добили Златну арену за музику на Фестивалу југословенског филма у Пули. Марта 1979. групу је напустио певач Марко Брецељ, који је желео направити самосталну каријеру, тако да је од тада Беле преузео улогу фронтмена групе.
Њихов четврти албум „Излог јефтиних слаткиша“ био је њихов најуспешнији, а са тог албума су као сингл плоча изашле неке од њихових најпопуларнијих песама „Жене и мушкарци“ и „Словињак панк“. Октобра 1981. су снимили рокабили оријентисан мини ЕП „Рок енд роул“. Након тога издали су двоструки албум „Ако сте слободни вечерас“, који је снимљен на концертима почетком 1982. и укључује духовите Белове најаве, а паузе између песама попунили су интервјуима Дражена Врдољака са посетиоцима концерата око булдожеровских главних тема: секса, дроге и Горана Бреговића. са тог албума вредно је споменути њихов препев Чак Беријеве песме „Roll Over Beethoven“, коју су они пресловили у „Ко јебе Булдожер“ и стихове Пинк Флојдове песме „Another Brick in the Wall“, који су они отпевали уз црногорску народну „Ој свијетла мајска зоро“. Албум „Невино срце“ су објавили крајем 1983, са поднасловом „Нова збирка љубавних и родољубивих песама“.
Након албума Невино срце су направили паузу, која је потрајала пуну деценију. Крајем 1989. изашао је компилацијски ЦД „Нова времена“, са песмама из периода од 1975. до 1983, а то је био први албум издат у формату компакт-диска неке југословенске рок групе.
Почетком 1990-их су повремено вежбали, па су решили да сниме повратничку плочу, која је издата крајем 1995. под називом „Ноћ“, а на њој се налазио материјал који је настао током последњих пет година. Након изласка албума су имали серију концерата, да би затим потпуно престали са радом иако се нису званично распали.
Након 11-годишње паузе група се поново окупила 2006. и одржала концерт на љубљанским Крижанкама 23. септембра 2006, потом су наступили у Загребу и Београду.
У издању ПГП РТБ-а 2006. су издали компилацијски бокс ЦД „Лик и дјело“, који садржи свих 8 албума (тј. 9 са једним дуплим) Булдожера који су дигитално обрађени.

## Дискографија

### Албуми
- 1975. - Пљуни истини у очи, ПГП РТБ, Београд
- 1977. - Забрањено плакатирати, Хелидон, Љубљана
- 1979. - Живи били па видјели (музика истоименог филма), Хелидон
- 1980. - Излог јефтиних слаткиша, Хелидон
- 1981. - Рок енд роул-Олстарс бенд, ЕП, Хелидон
- 1982. - Ако сте слободни вечерас, уживо,[3] Хелидон
- 1983. - Невино срце, Хелидон
- 1995. - Ноћ, Хелидон

### Синглови / ЕП-ови
- 1989. - Нова времена, Хелидон (компилација)
- 1975. - Растемо / Сваки човјек има свој блуз, РТВ Љубљана
- 1980. - Жене и мушкарци / Словињак панк, Хелидон

### Компилације
- 2006. - Лик и дјело, компилацијски ЦД, ПГП РТБ
- 2009. - The Ultimate Collection - Buldožer, Кроација рекордс, Загреб

## Чланови групе

### 1975.
- Борис Беле (ритам гитара, вокал)
- Марко Брецељ (вокал)
- Борут Чинч (клавијатуре)
- Штефан Јеж (бубњеви)
- Урош Ловшин (соло гитара)
- Андреј Вебле (бас-гитара)

### 1977.
- Борис Беле (ритам гитара, вокал)
- Марко Брецељ (вокал)
- Борут Чинч (клавијатуре)
- Тоне Димник - Чоч (бубњеви)
- Урош Ловшин (соло гитара)
- Вили Берток (бас-гитара, вокал)

### 1979.
- Борис Беле (соло гитара, вокал)
- Марко Брецељ (вокал)
- Борут Чинч (клавијатуре)
- Вили Берток (бас-гитара, вокал)
- Душан Вран - Цика (бубњеви)
- Јанез Змазек - Жан (ритам гитара)

### 1980.
- Борис Беле (соло гитара, вокал)
- Борут Чинч (клавијатуре)
- Давор Сламниг (ритам гитара)
- Андреј Вебле (бас-гитара, вокал)
- Душан Вран - Цика (бубњеви, вокал)

### 1981.
- Борис Беле (ритам гитара, вокал)
- Борут Чинч (клавијатуре)
- Андреј Вебле (бас-гитара, вокал)
- Душан Вран - Цика (бубњеви, вокал)
- Урош Ловшин (соло гитара)

### 1990.
- Борис Беле (ритам гитара, вокал)
- Борут Чинч (клавијатуре)
- Вен Јемершич (бас-гитара, вокал)
- Душан Вран - Цика (бубњеви, вокал)
- Урош Ловшин (соло гитара)

### Поновно окупљен састав2006.
- Борис Беле, (вокал, соло гитара)
- Јанез Змазек, (соло гитара)
- Андреј Вебле, (бас-гитара)
- Борут Чинч, (клавијатуре)
- Душан Вран - Цика, (бубњеви)